# Berberis chitria
Berberis chitria är en berberisväxtart som beskrevs av Buch.-ham. och John Lindley. Berberis chitria ingår i släktet berberisar, och familjen berberisväxter. Inga underarter finns listade i Catalogue of Life.